# Etnies Girl
Etnies – amerykańska firma obuwnicza z siedzibą w Lake Forest, Kalifornia wchodząca w skład Sole Technology, Inc. głęboko zakorzenioną w jeździe na deskorolce. Etnies jest głównie twórcą i projektantem butów przeznaczonych do jazdy na deskorolce, ale z czasem firma zaczęła tworzyć również ubrania i buty dla snowboarderów, BMX i motocrossowców oraz surferów.
Założona została we Francji w 1986. Pierwotnie marka ta nosiła nazwę "Etnics", nazwa została zaczerpnięta ze słowa "etniczny", co wskazywało na subkulturę skate. Później zmieniono nazwę na "etnies". W roku 1989 Pierre André wymagał opłaty za stworzenie pierwszych butów przeznaczonych do profesjonalnego skateboardingu.
Etnies GIRL – to projekt ETNIES stworzony dla niezależnych dziewczyn szukających własnego stylu. Dziewczyny mają do dyspozycji kolekcję wspomaganą przez współpracę z artystami z Kalifornii - Casey O'Connell, Club Tattoo i Nowego Jorku - Quenn Andrea oraz z projektami z całego świata - Koralie Project. 
Trzeba również pamiętać o damskim teamie Etnies Girl – Leanne Pelosi, Marie-France Roy, Tarah Geiger, Leilani Gryde.